# 小行星1876
小行星1876（1876 Napolitania）是一颗围绕太阳公转的小行星。1970年1月31日，查爾斯·科瓦爾在帕洛马山发现了此天体。
該小行星以義大利的城市那不勒斯命名。
这颗小行星的绝对星等为243.32738等。